# Vluchtelingenwerk Vlaanderen
Vluchtelingenwerk Vlaanderen is een organisatie die zich sinds 1987 inzet voor asielzoekers en vluchtelingen. De vzw doet dit samen met lidorganisaties en vrijwilligers. Het doel van Vluchtelingenwerk is om druk op het beleid te voeren en het publiek te informeren en sensibiliseren. De organisatie ondersteunt iedereen die asielzoekers en vluchtelingen bijstaat.  
De expertise van de vereniging rond asiel en migratie wordt ingezet om het overheidsbeleid te verbeteren. Doel is te zorgen voor een eerste onthaal, antwoord op juridische vragen en een vormingsaanbod.   